# La Bâthie
La Bâthie es una comuna francesa situada en el departamento de Saboya, en la región Auvernia-Ródano-Alpes.

## Demografía
| 1 617 | 1 690 | 1 744 | 1 791 | 1 880 | 2 022 | 2 075 | 2 103 | 2 184 |
| Para los censos de 1962 a 1999 la población legal corresponde a la población sin duplicidades (Fuente: INSEE [Consultar]) |       |       |       |       |       |       |       |       |